# فریدهایم (میزوری)
فریدهایم (به انگلیسی: Friedheim) یک منطقهٔ مسکونی در ایالات متحده آمریکا است که در کیپ ژراردو، میزوری واقع شده‌است.